# エストニア

エストニア共和国
Eesti Vabariik

国の標語：なし
国歌：Mu isamaa, mu õnn ja rõõm（エストニア語）
我が故国、我が誇りと喜び

エストニア共和国（エストニアきょうわこく、エストニア語: Eesti Vabariik）、通称エストニア（エストニア語: Eesti）は、ヨーロッパ北東部にある共和制国家。国連は北ヨーロッパの国と分類しており、日本国外務省欧州局では西欧課が担当する。
首都はタリンで、約4万5000平方キロメートルの国土に約136万人の人口を有する。
ソビエト連邦の崩壊に伴い独立を回復して西側諸国の一員となり、欧州連合（EU）に加盟して通貨ユーロを導入し、北大西洋条約機構（NATO）にも加盟した。
バルト海東南岸にある、ラトビアやリトアニアを含むバルト三国のうち最も北に位置する。東でロシア連邦と、南でラトビアと陸上国境を接し、北はフィンランド湾を挟みフィンランドと、西はバルト海を挟みスウェーデンと向かい合っている。

## 概要
地形は平坦で国土の最高標高は318メートル。
首都タリンは中世ハンザ都市として栄えた港湾都市であり、その旧市街は世界文化遺産「タリン歴史地区」に指定されている。またタリンは、フィンランドの首都ヘルシンキ、ロシアのサンクトペテルブルクとともに、フィンランド湾に面する主要都市の一つである。特に85キロメートル北に位置する対岸のヘルシンキとの往来が活発である。
報道の自由度ランキングの上位国であり、公用語はエストニア語。複数の言語を話せる国民が多い。国民の半数以上が無宗教とされる。一方で、ロシア系住民にはロシア正教を信仰する者もいる。また、Skype（スカイプ）を産んだ国であり、外国のIT企業の進出も多く、ソフトウェア開発が盛んである。早期のIT教育や国際学力調査でヨーロッパ上位国としても知られる。
13世紀以降、デンマーク、ドイツ騎士団、スウェーデン、モスクワ大公国、ロシア帝国などの支配を経て、第一次世界大戦末期の1918年にロシア帝国より独立。同年2月24日が独立記念日とされている。第二次世界大戦中の1940年にソビエト連邦により占領され（バルト諸国占領）、翌1941年に独ソ戦でナチス・ドイツが占領。1944年、ドイツ軍を押し返したソ連により再占領・併合されエストニア・ソビエト社会主義共和国となった。その後、ソビエト連邦の崩壊により1991年に独立を回復。2004年にEUとNATOに加盟し、2008年にはNATOのサイバーテロ防衛機関の本部所在国となる。「先進国クラブ」とも言われる経済協力開発機構（OECD）にも加盟している。
なお、エストニア政府では建国年を1918年としており、1991年にソ連の占領から独立を「回復」したと見做しており、自国は「旧ソ連構成国」ではなかったとしている。

### 電子政府・電子国家
エストニアはITを行政に活用する「電子政府」を構築しており、婚姻届と離婚届など倫理的な要因であえて除外されているものを除くほぼ全ての行政手続きがオンライン申請に対応している。エストニアの省庁や企業、個人は「X-Road」という基盤情報システムで個人情報を登録・利用している。個人情報の所有権は各個人にあると定めており、自分の情報へのアクセス履歴を閲覧できる。
国外の外国人にもインターネット経由で行政サービスを提供する「電子居住権」(E-Residency) 制度に5万人以上が登録している。この制度は投資を呼び込むとともに、エストニアに好意的な人を世界で増やし、ロシアに対する抑止力を高める狙いもある。戦争や災害に備えて、国民のデータを保管しておく「データ大使館」を2018年にルクセンブルクに設置した。

## 国名
正式名称はエストニア語で、Eesti Vabariik（[ˈeːsti ˈʋɑbɑriːk]、エースティ・ヴァバリーク）。略称は、Eesti（[ˈeːsʲti] ( 音声ファイル)、エースティ）。
日本語表記は、エストニア共和国。通称エストニア。

## 歴史

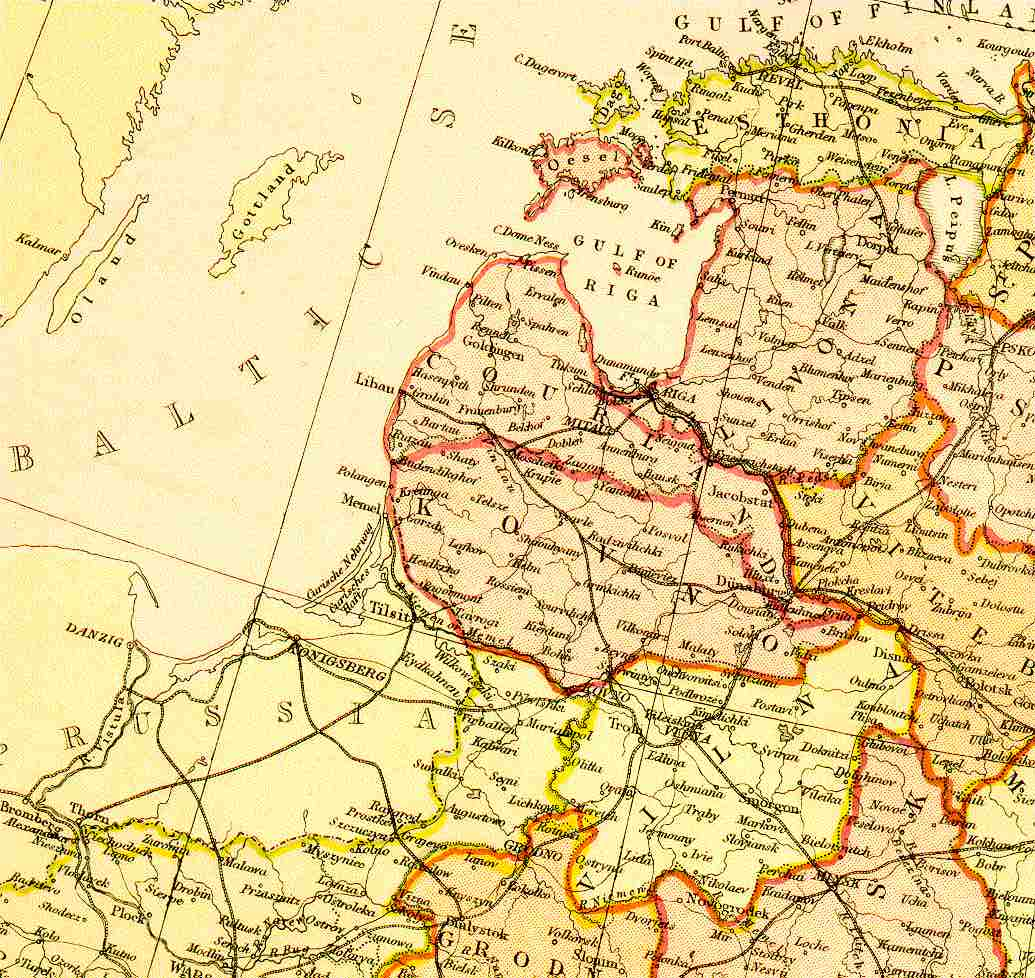
ロシア帝国領エストラントとリーフラント

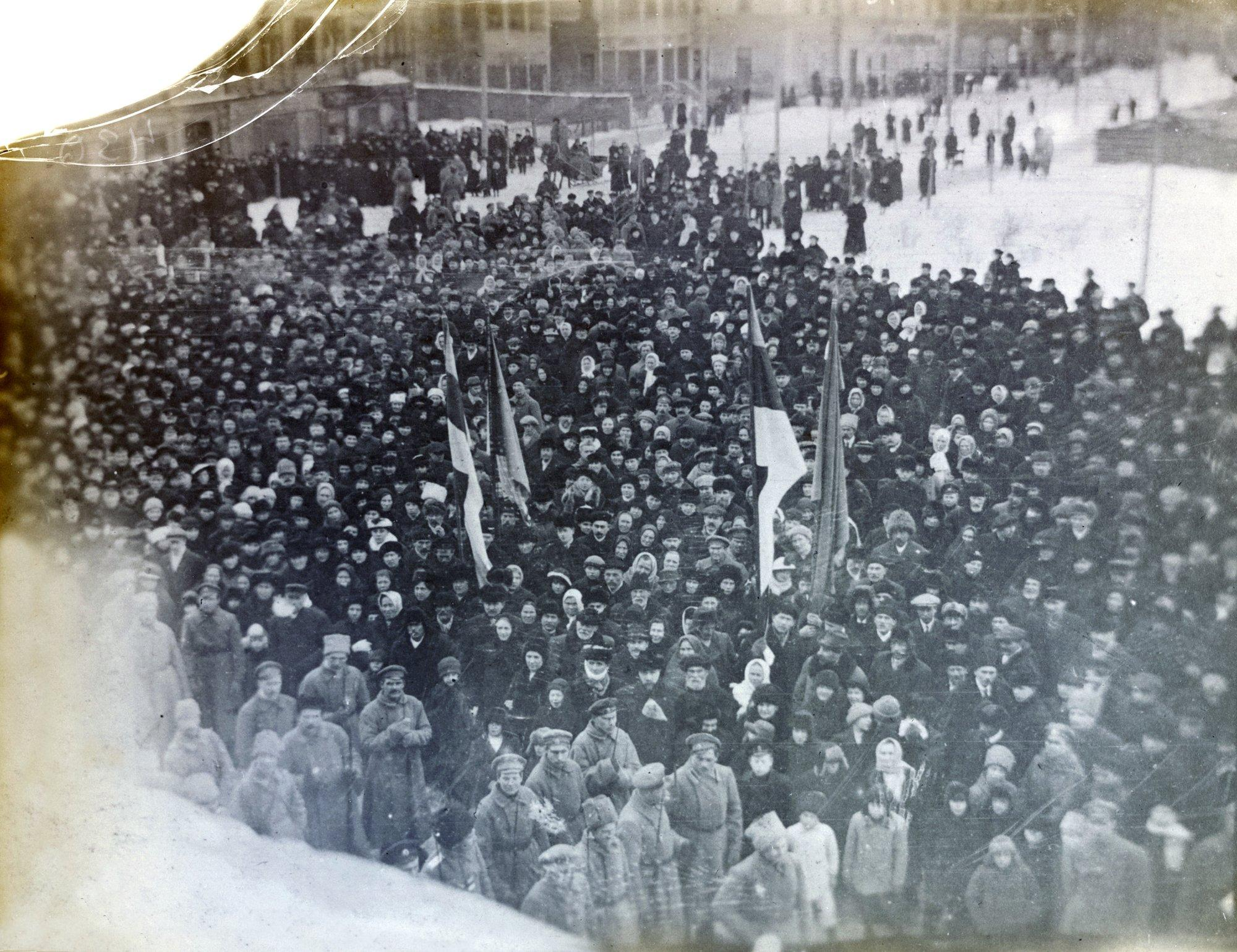
エストニア南西部のパルヌでの独立宣言（1918年2月23日）

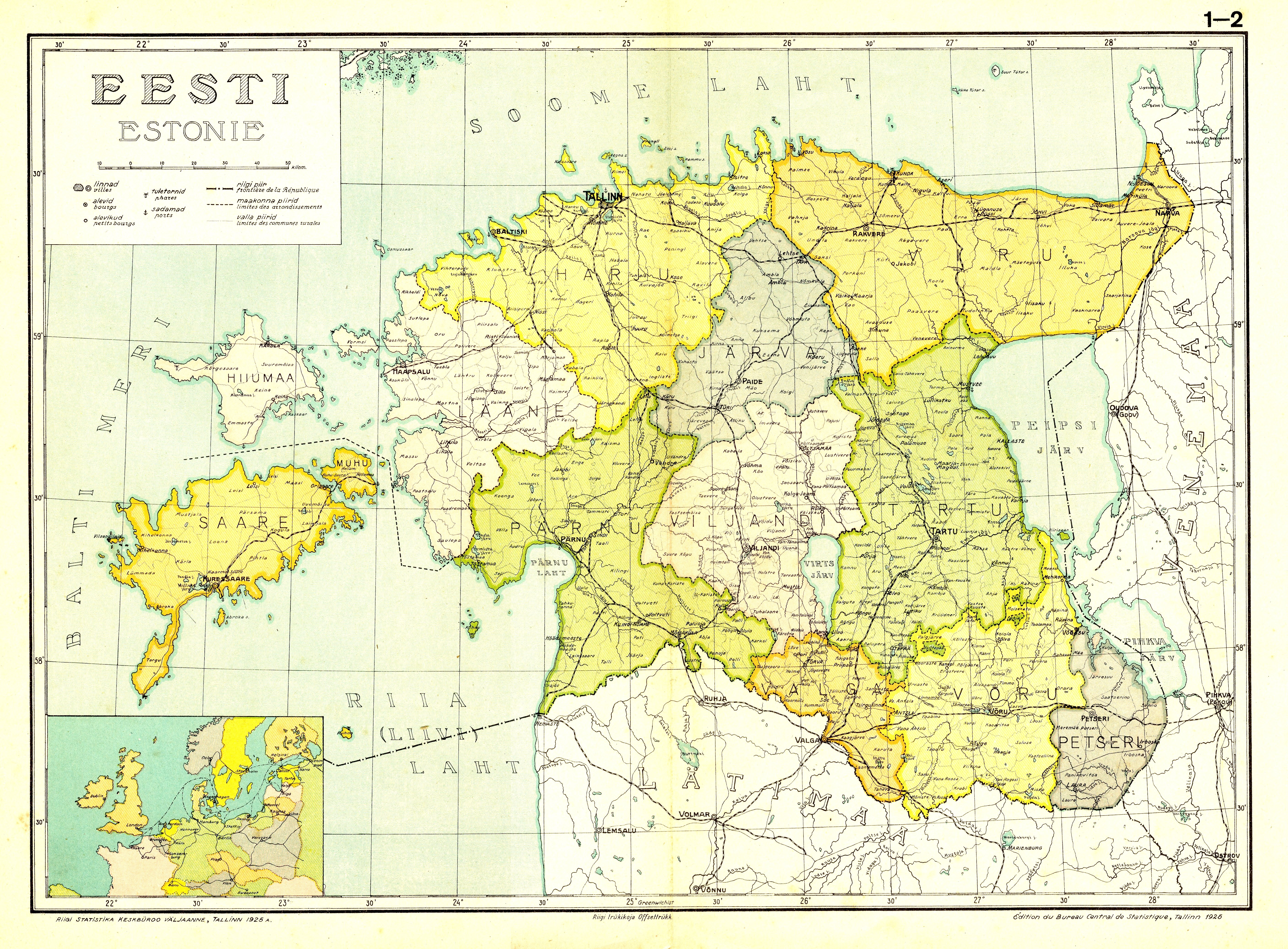
1925年のエストニア地図

現在のエストニアの地に元々居住していたエストニア族（ウラル語族）と、外から来た東スラヴ人、ノース人などとの混血の過程を経て、10世紀までには現在のエストニア民族が形成されていった。13世紀以降、デンマークとドイツ騎士団がこの地に進出して以降、エストニアはその影響力を得て、タリンがハンザ同盟に加盟し海上交易で栄えた。ただしその後もスウェーデン、ロシア帝国と外国勢力に支配されてきた。
1917年のロシア革命でロシア帝国が崩壊すると自治獲得の動きが高まり、まもなく独立運動へと転じた。1918年2月24日にエストニア共和国の独立を宣言。その後はソビエト・ロシアやドイツ帝国の軍事介入を撃退して独立を確定させた。1920年のタルトゥ条約でソビエト・ロシアから独立を承認され、1921年には国際連盟にも参加した。
1939年9月1日未明、ナチス・ドイツが、次いで同年9月17日にソ連がポーランドへ侵攻を行う中、エストニアは同年9月28日にソ連との間で相互援助条約、通商条約を締結した。相互援助条約では、国境や基地に直接的侵略が加えられたときなどは相互に軍事的援助を行うこと、ソ連がバルト海のサーレマー島、ヒーウマー島を租借して海軍基地、航空基地を建設することなどが取り決められた。しかし、1940年6月16日、ソ連は相互援助条約の履行を確保するという名目でソ連軍の進駐を強要。事実上、ソ連に占領されることとなったが、独ソ戦が進行する中で1941年から1944年まではナチス・ドイツに占領された。1940年のソ連、翌1941年のドイツ占領に伴い3万人を超えるエストニア人がスウェーデンに亡命したとされる。第二次世界大戦末期の1944年にはソ連に再占領され、併合された。
1980年代後半、ソ連支配への抵抗の意思を示す手段として、人々が民謡や民族愛的な歌を広場等に集まって歌う運動を行い、独立への機運を高めた。これは「歌う革命」とも呼ばれた。ソビエト連邦の崩壊直前の1991年に独立回復を宣言し、同年に国際連合へ加盟した。この時自動的に国籍が与えられたのは、ソ連に併合された1940年以前にエストニア市民だった者とその子孫とそのいずれかの家族。このほか1992年3月末までに2年以上エストニアに在住しエストニア語を話し、以前持っていた他国の国籍を放棄する者。また外国の軍隊に所属していない、旧ソ連の情報機関に所属したことがないなどが条件となった。
退役軍人の扱いなどを巡り、他のバルト諸国と比べロシア軍の撤退が遅れていたが、1994年8月31日にロシア軍が完全撤退した。首都タリンでは記念式典が開かれたが、両首脳が出席したドイツとは違い、ロシア側からの出席は一切なく、両国の冷えた関係が際立った。独立後は西欧諸国との経済的、政治的な結びつきを強固にしていった。2004年3月29日、北大西洋条約機構（NATO）に加盟した。さらに、同年5月1日には欧州連合 (EU) に加盟している。ロシア連邦との間に国境問題が存在する（後述）。
2007年4月27日、タリン解放者の記念碑撤去事件を機に「青銅の夜」と呼ばれるロシア系住民による暴動がタリンで起こり、ロシアとの関係が悪化した。同時にロシアから、世界初の大規模なサイバー攻撃（DDoS攻撃）が行われ、国全体で通常時の数百倍のトラフィックが発生し、エストニアのネット機能が麻痺した。
これを機に2008年、NATOサイバー防衛協力センターが首都のタリンに創設された。エストニアの電子政府は、改竄などがされにくいブロックチェーン技術を採用している。さらに、将来の大規模サイバー攻撃や国土への武力侵攻に備えて、2018年、国民の情報のバックアップ・データを保管する「データ大使館」をNATO加盟国であるルクセンブルクに設置した。          

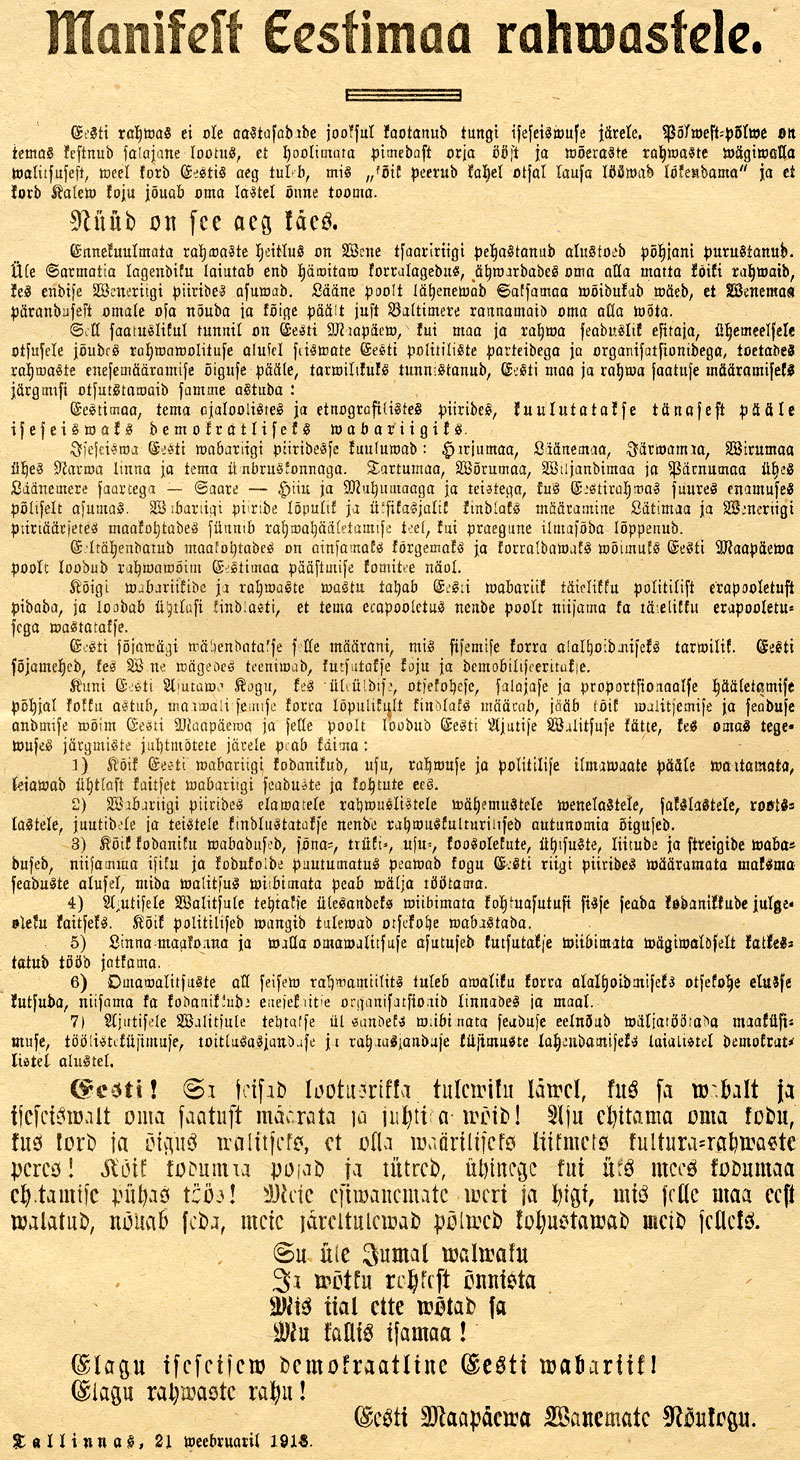
エストニア独立宣言書（1918年）

ソ連とナチス・ドイツによる占領と抑圧を受けた経緯から、それぞれの象徴であった「鎌と槌」および「鉤十字」の使用と掲揚は、2007年施行の法律で禁止されている。
ロシアとの国境は、ペイプシ湖やナルヴァ川など水面を含め約338キロメートルに及ぶ。2014年2月18日、エストニアとロシアの領有権問題について両国外相は、ソ連時代の国境線を追認する（すなわち、エストニア側が領有権主張を放棄する）形での国境画定条約に署名した。これに従ってエストニア議会は国境条約批准プロセスを進めたが、その後はロシア側がエストニアの「反露感情」について抗議を繰り返し、2019年に至っても批准プロセスは停滞したままとなっている。

## 政治

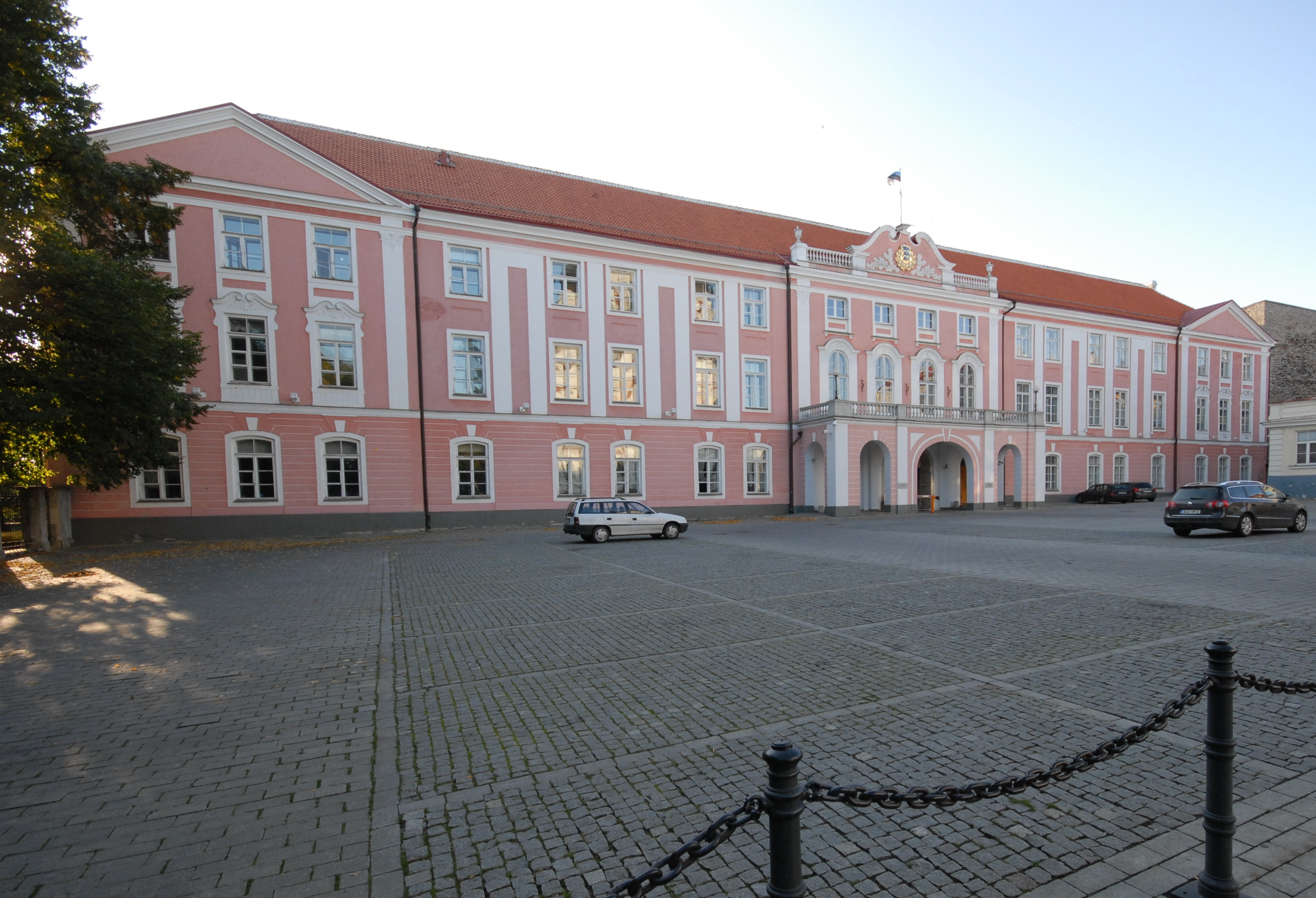
トームペア城の国会議事堂

政体は共和制。議会（リーギコグ、Riigikogu）は一院制で、任期は4年である。大統領は議会によって選ばれ、任期は5年である。2007年2月26日から28日に世界で初めて議会選挙に関してインターネットを利用した電子投票を行った。
電子化が進んでおり、議会への出席時にノートパソコンなどの電子端末持ち込みが自由であり、かつ、インターネットでの議会出席も許可されているため、議論への参加や投票のとき以外は、議員が議会へ直接実際に出向く必要もない。政府が発行する個人IDカードは15歳以上のエストニア国民のほとんどが持っており、行政サービスのほとんどが個人端末から済ませることが可能である。また、このIDカードは運転免許証や、ショッピングの際のポイントカードとしても機能している。役所などでは人員や紙などのコストを4分の1、窓口の人員は10分の1ほどに減らすことが可能になった。

## 国際関係

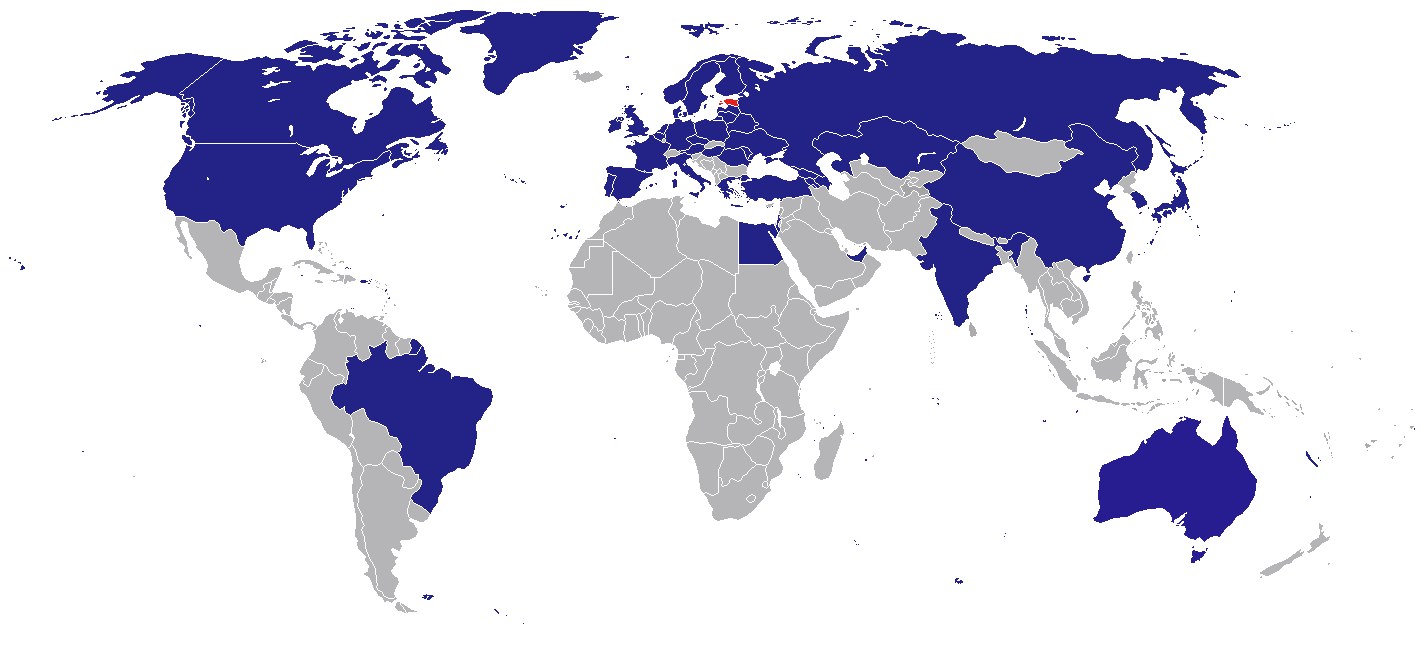
エストニアが外交使節を派遣している諸国の一覧図

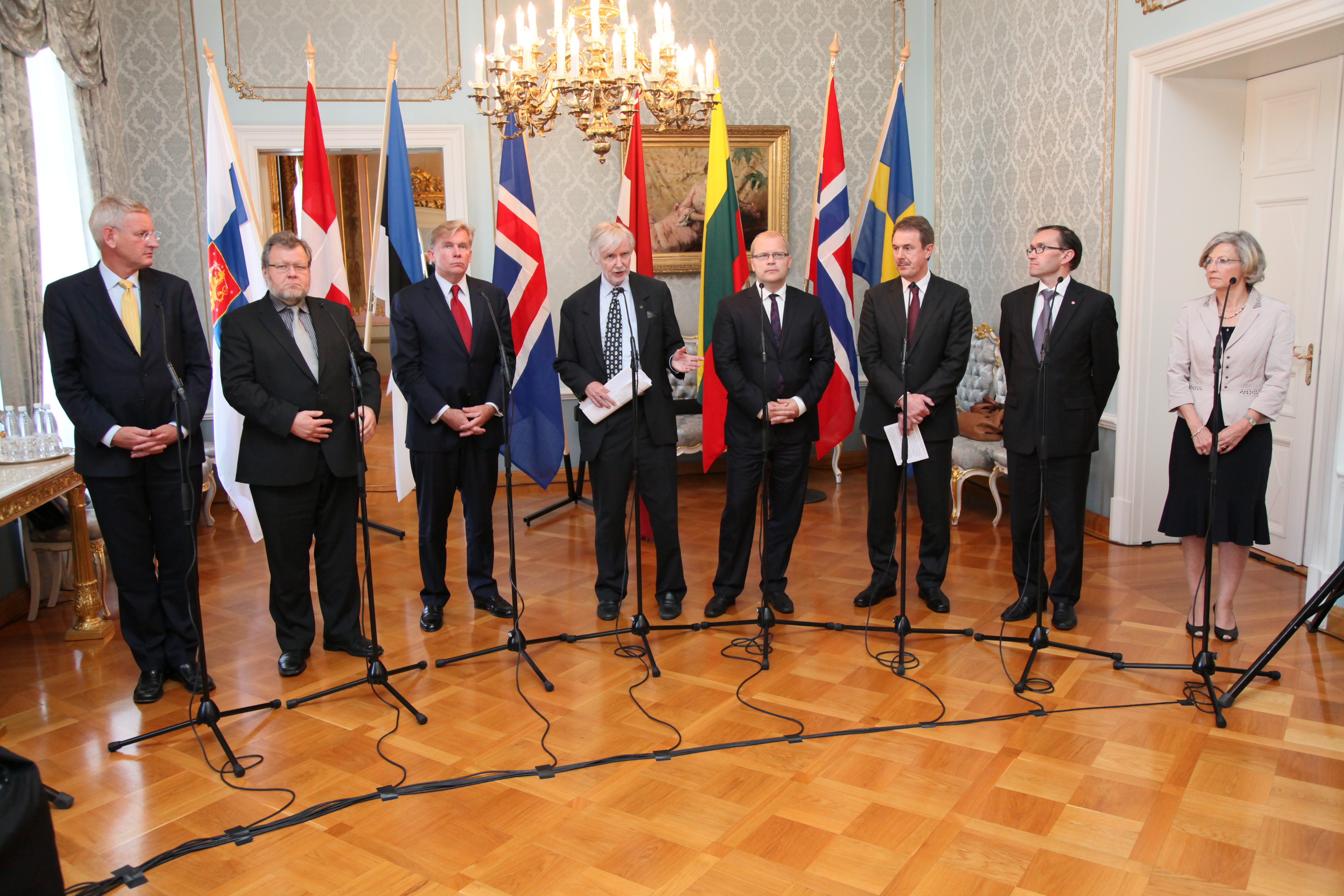
2011年8月ヘルシンキで、フィンランド、スウェーデン、ノルウェー、デンマーク、アイスランド、エストニア、ラトビア、リトアニアの8カ国外相会談開催。会談後、バルト三国独立20周年を祝うセミナーが開催された。

ロシア帝国とソ連の支配に苦しんだ歴史から、ロシアを警戒し、欧米と協調する政策をとっている。2022年ロシアのウクライナ侵攻では、エストニア議会はラトビア議会とともに、ロシアによる戦争犯罪を非難した。
一方で国民の4人に1人がロシア系であり、国境の町ナルヴァなどでは8割を超す。こうした町ではエストニアでありながらロシア語が使われ、意思疎通が出来ない場合がある。ロシアメディアから情報を仕入れる住民はロシアへの愛着も強く、ソ連時代の戦車や記念碑を撤去する度に、ロシア系住民の抗議活動とロシアからのサイバー攻撃に悩まされている。
エストニアはフランスと同じく、欧州連合（EU）加盟国中で朝鮮民主主義人民共和国（北朝鮮）と国交を結んでいない国である。

## 軍事

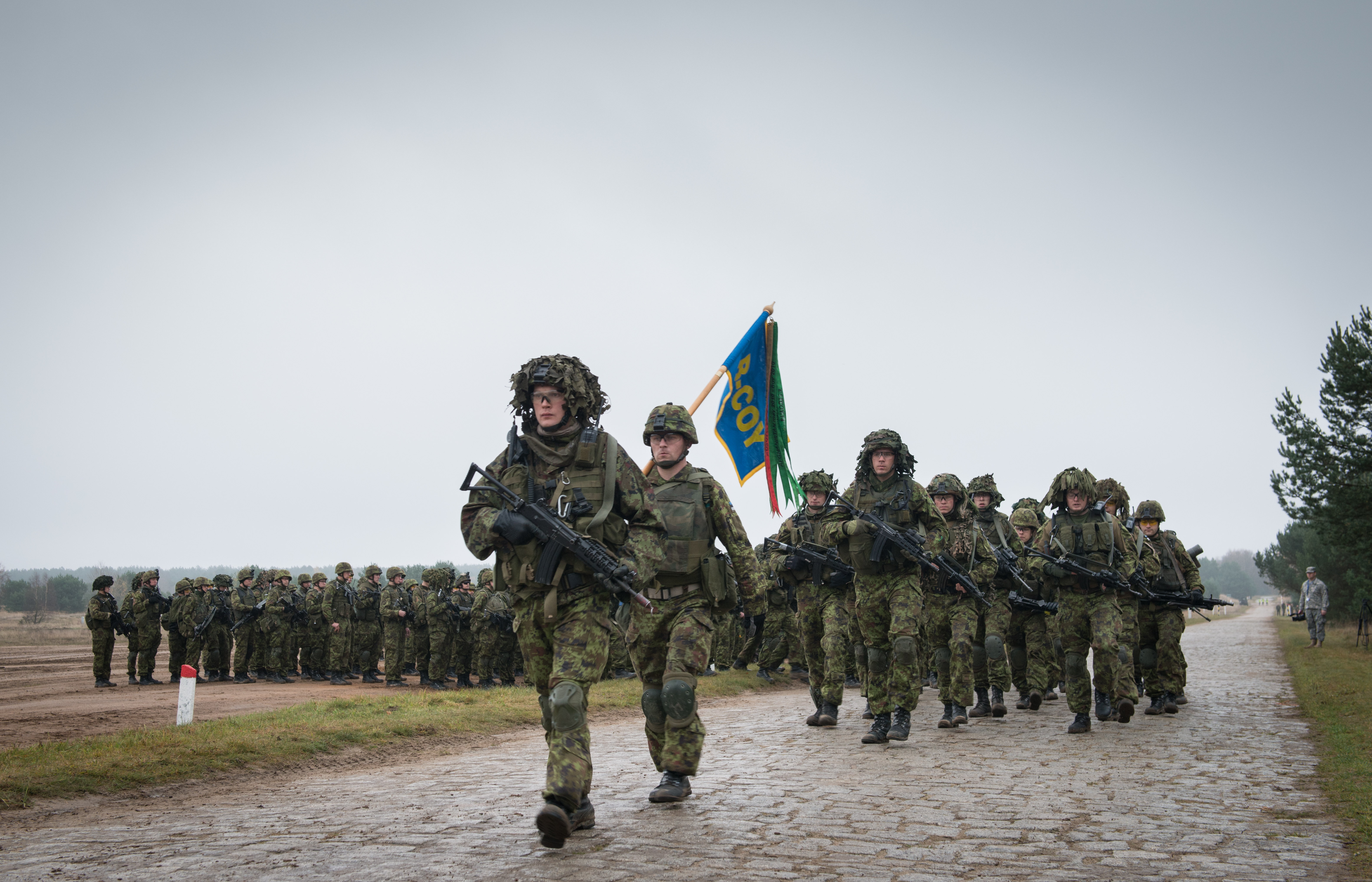
NATO軍事演習のオープニングセレモニーで行進するエストニア陸軍（2013年）

陸海空の三軍のほか、郷土防衛部隊としてのエストニア防衛連盟（エストニア語: Kaitseliit）を有する。NATOに加盟して欧米諸国と同盟関係にあり、サイバー防衛のほかNATO各国空軍による領空警備を提供されている。国際貢献としてアフガニスタン国際治安支援部隊（ISAF）やイラク駐留軍にも人員を派遣した。また徴兵制度により18 - 28歳の男性は8 - 11か月の兵役を務める。
戦争になった場合には、最大4万3700人を動員できる体制を整え、志願制の国防組織「ディフェンスリーグ」には、傘下組織も合わせると約3万人が参加している。エストニアには米軍のほかにも、NATOの政策の一環として、英兵600人、フランス兵300人ほどが駐留している。
エストニア軍は第一次世界大戦後の独立に際して創設されたが、ナチス・ドイツによる占領時は反共義勇兵（第20SS武装擲弾兵師団）の募兵、第二次世界大戦以降はソ連への併合に伴う赤軍の駐留が行われていた。現在のエストニア軍は1991年の再独立に伴って再創設された。
独立以来、安全保障上の最大の脅威はロシアである。かつて侵略された歴史と、自由民主主義とは相容れない価値観を持つ国に対し、国民の多くが脅威を感じている。エストニアはロシアと、338キロメートルにわたって国境を接している（川や湖を除けば135キロメートル）。ウクライナ侵攻後の2023年12月、エストニア政府は国境沿いに、新たに長さ40キロメートルのフェンスを完成させた。それまでの分と合わせ、陸地の国境の半分にあたる63キロメートルに物理的な「壁」が設けられたことになった。国防費は2024年、対国内総生産（GDP）比で3.25%に到達する見通しである。
2022年からロシアの侵略を受けているウクライナに対して兵器を含む支援を行っている。

## 地理

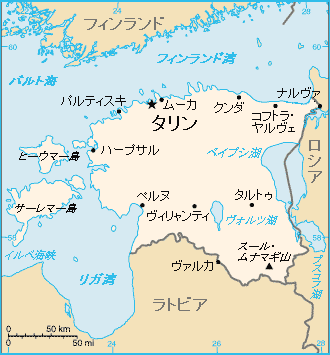
エストニアの地図

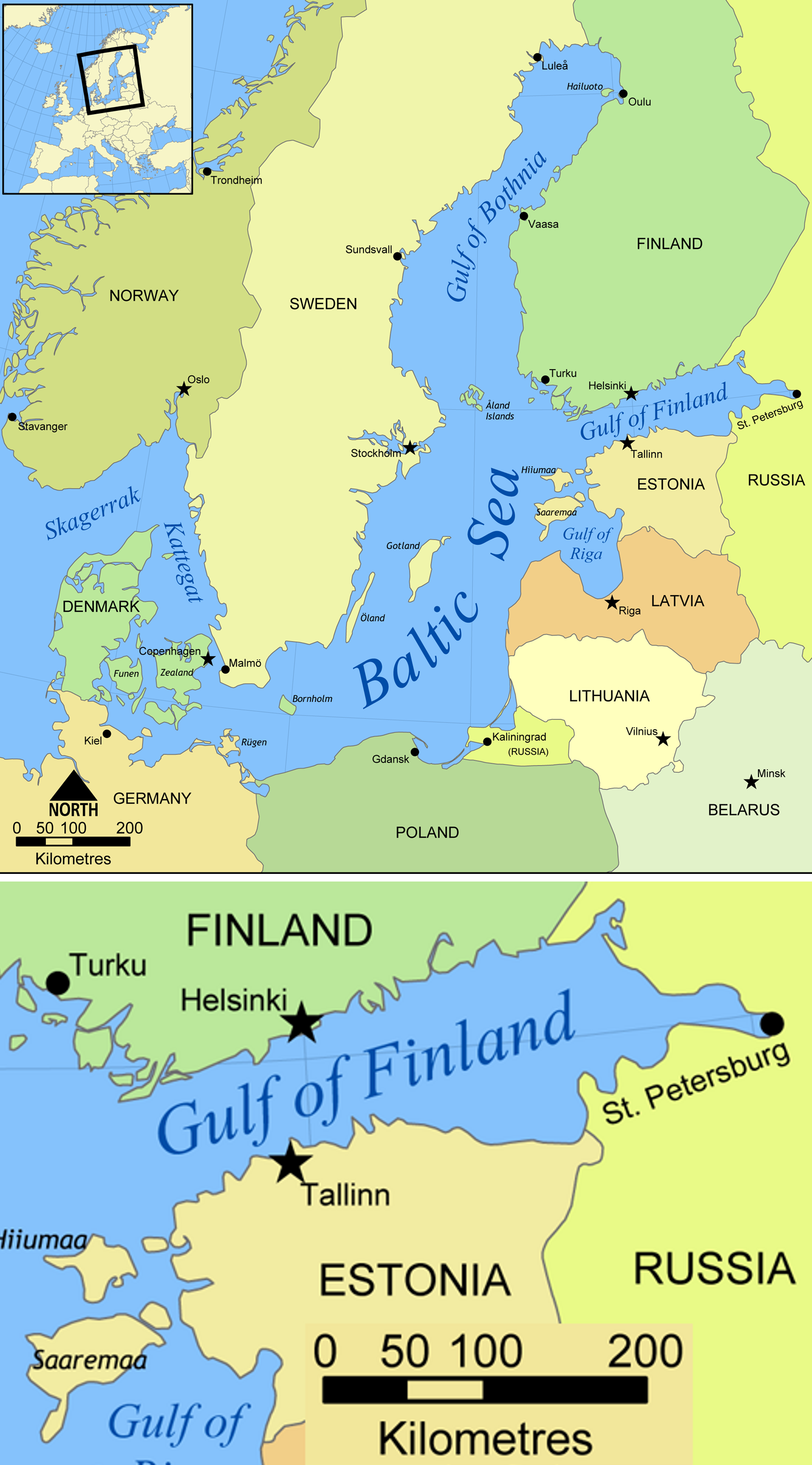
[地図上] バルト海
西岸にスウェーデン、東岸に北から順にフィンランド、ロシア、エストニア、ラトビア、リトアニア
[地図下] フィンランド湾。
北岸にフィンランドの首都ヘルシンキ、南岸にエストニアの首都タリン、最東端にロシアのサンクトペテルブルク。

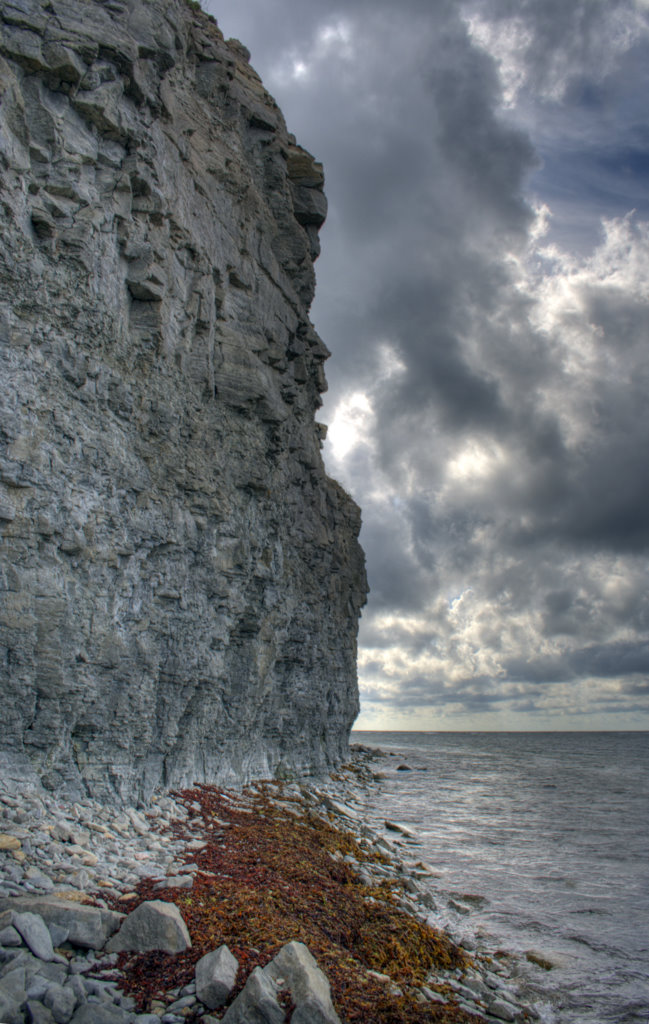
フィンランド湾に面する北の海岸

南のラトビアとの国境線は267キロメートル、東のロシアとの国境線は290キロメートルあり、フィンランド湾に面する北の海岸は主に石灰岩からなる。
国土の最高標高地点はスールムナマギ（大きな卵の丘）で標高318メートル、1812年に最初の展望台が建設された。現在、展望台は5つあり、東にロシア領、南にラトビア領が望める（位置：左地図参照）。
首都タリンからフィンランド湾の北の対岸、フィンランドの首都ヘルシンキまでは85キロメートル、同じく湾の東奥、ロシアのサンクトペテルブルクまでは350キロメートルである。
エストニア最大の湖は東部のペイプシ湖で、面積は日本の琵琶湖の5.22倍、湖の中央にはロシアとの国境線がある。国土の50.5%は森林となっている。
ペイプシ湖から、タルトゥに次ぐエストニア第3の都市ナルヴァ（ロシアとの国境の街）を経て、フィンランド湾に流れ込むナルヴァ川は、エストニアとロシアの国境線となっている。
2,000以上の島がある。

### 地形
- サーレマー島（エーゼル） Saaremaa / Ösel
- ヒーウマー島（ダーグエー） Hiiumaa / Dagö

### 自然保護区

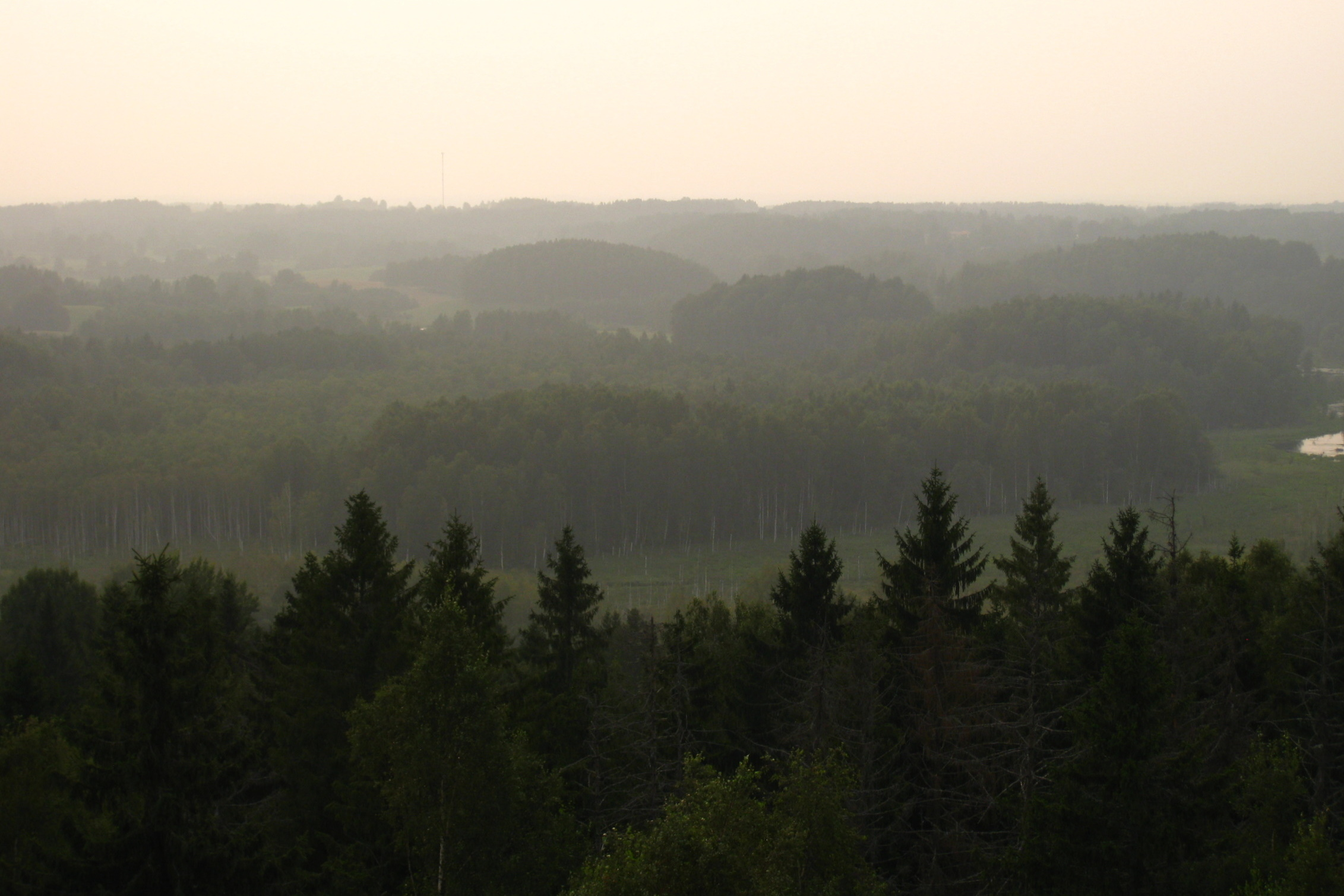
カルラ国立公園

#### 国立公園
- カルラ国立公園 Karula National Park
- ラヘマー国立公園 Lahemaa National Park
- マッツァル国立公園 Matsalu National Park
- ソーマー国立公園 Soomaa National Park
- ヴィルサンディ国立公園 Vilsandi National Park

## 地方行政区分

エストニアの県

15の県 (maakond) に分かれる。なお、括弧内はある程度流通していると思われる日本語の慣用読みである。
- ハリュ県（ハリウ県） Harju maakond
- イダ゠ヴィル県 Ida-Viru maakond
- レーネ゠ヴィル県（ラーネ゠ヴィル県） Lääne-Viru maakond
- ラプラ県 Rapla maakond
- ヒーウ県 Hiiu maakond
- イェルヴァ県 Järva maakond
- レーネ県（ラーネ県） Lääne maakond
- ヨゲヴァ県 Jõgeva maakond
- ペルヌ県（パルヌ県） Pärnu maakond
- ヴィリャンディ県 Viljandi maakond
- サーレ県 Saare maakond
- タルトゥ県 Tartu maakond
- ポルヴァ県 Põlva maakond
- ヴァルガ県 Valga maakond

### 都市
リヴォニア帯剣騎士団、ドイツ騎士団、スウェーデン、ロシアの支配を経験したため、市町村に複数の名称がある。
- クレッサーレ（アレンスブルク） Kuressaare / Arensburg
- タリン（レーファル） Tallinn / Reval
- ペルヌ（ペルナウ） Pärnu / Pernau
- タルトゥ（ドルパット） Tartu / Dorpat, Derpt
- ナルヴァ Narva / Narwa
- ヴァルガ（ヴァルク） Valga / Walk
- コフトラ・ヤルヴェ（コホテル゠テュルプザール） Kohtla Järve / Kochtel-Türpsal
- ヴィリャンディ（フェリーン） Viljandi / Fellin
- クンダ Kunda
- ムーガ（ミュンケンホーフ） Muuga / Münkenhof
- パルディスキ（ローガーヴィーク） Paldiski / Rogervik
- ハープサル（ハプザール） Haapsalu / Hapsal
- サク Saku Parish

## 経済

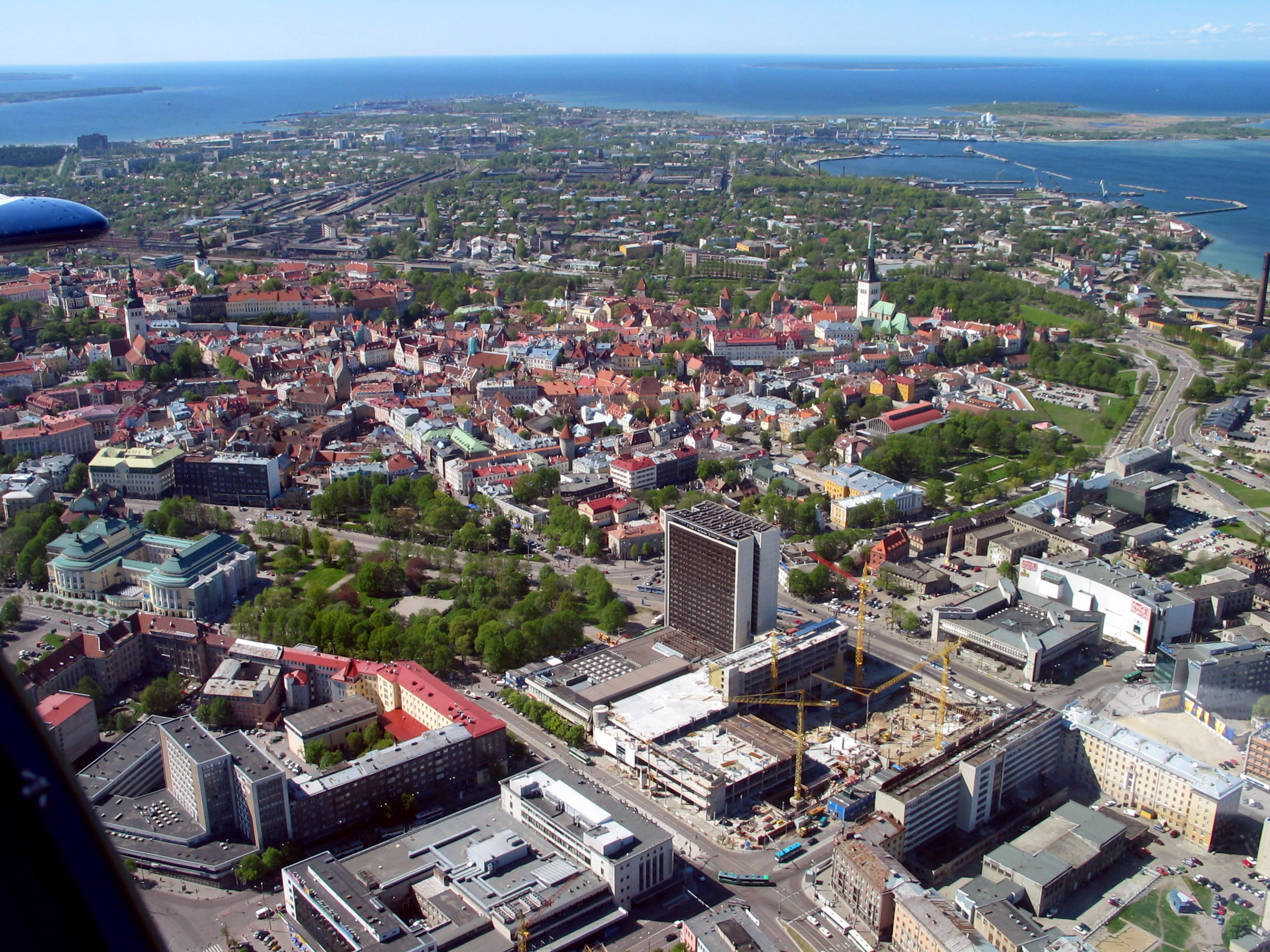
首都タリンの旧市街地と港を望む

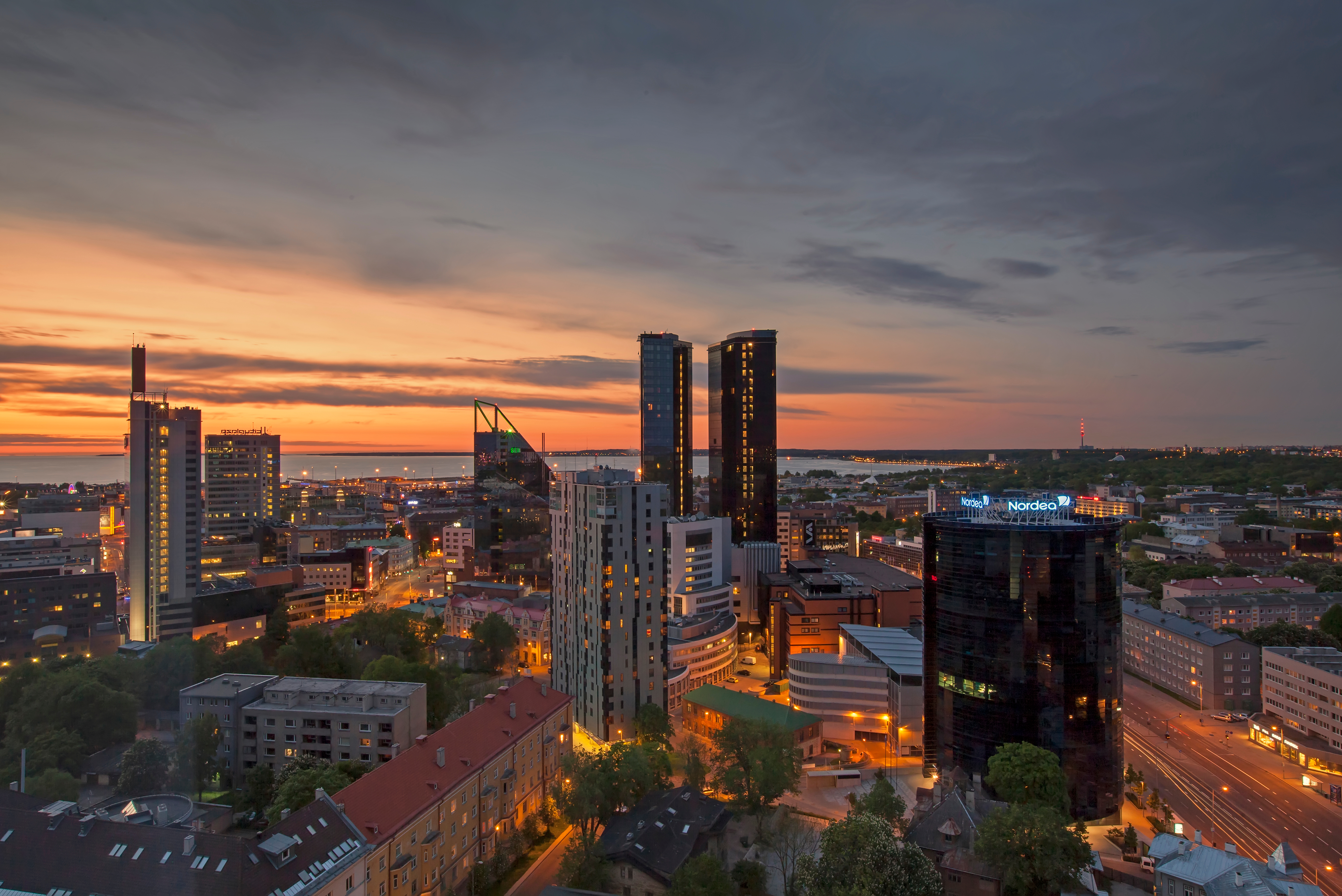
タリンのビジネス街

国際通貨基金（IMF）の統計によると、2018年のエストニアのGDPは303億ドルである。1人あたりのGDPは2万2,990ドルで、EU平均の3万6,735ドルの約62.6%ほどではあるが、バルト三国の中では最も高い。
エストニアの経済状況はバルト三国中で最も良好である。フィンランドから高速船で1時間半という立地と、世界文化遺産に登録されたタリン歴史地区を背景に、近年は観光産業が発達している。1年間の観光客数は500万人を超えるともいわれる。そのほかにもIT産業が堅調で、最近ではeストニアと呼ばれている。ヨーロッパのIT市場においてオフショア開発の拠点となっており、IT技術者が多い。ヨーロッパではハンガリーに次いでハッカー（単に高度なIT技術を有する人物を指す語であり、その技術を反社会的に利用するクラッカーとの違いに注意）が多いとも言われる。そして、2018年には同盟国のルクセンブルクにデータ大使館を開設。領土外に専用サーバーを置いてバックアップをとっておくことで、国が扱うあらゆるデータ、情報システムの破壊や紛失、盗難に備えることを目的としている。
また、アメリカ合衆国の大手シンクタンクであるヘリテージ財団による経済自由度指標では、世界第15位（2019年現在）にランク付けされており、政府による経済統制はほとんどないとされる。すなわち、エストニアの経済構造は、近隣の北欧諸国のような市場調整型ではなく、アングロ・サクソン諸国（アメリカやイギリス）のような市場放任寄りである。このような構造で好調な経済成長を遂げている小国の例に、アイルランドがある。
通貨は、2010年までクローンを用いていたが、一度の延期（2007年）を経て2011年1月1日にユーロへの移行が完了した。1999年のユーロ導入以来17か国目で、旧ソ連圏から初めてユーロ圏の一員となった。2010年には、イスラエル、スロベニアとともにOECD加盟国となった。

## 交通

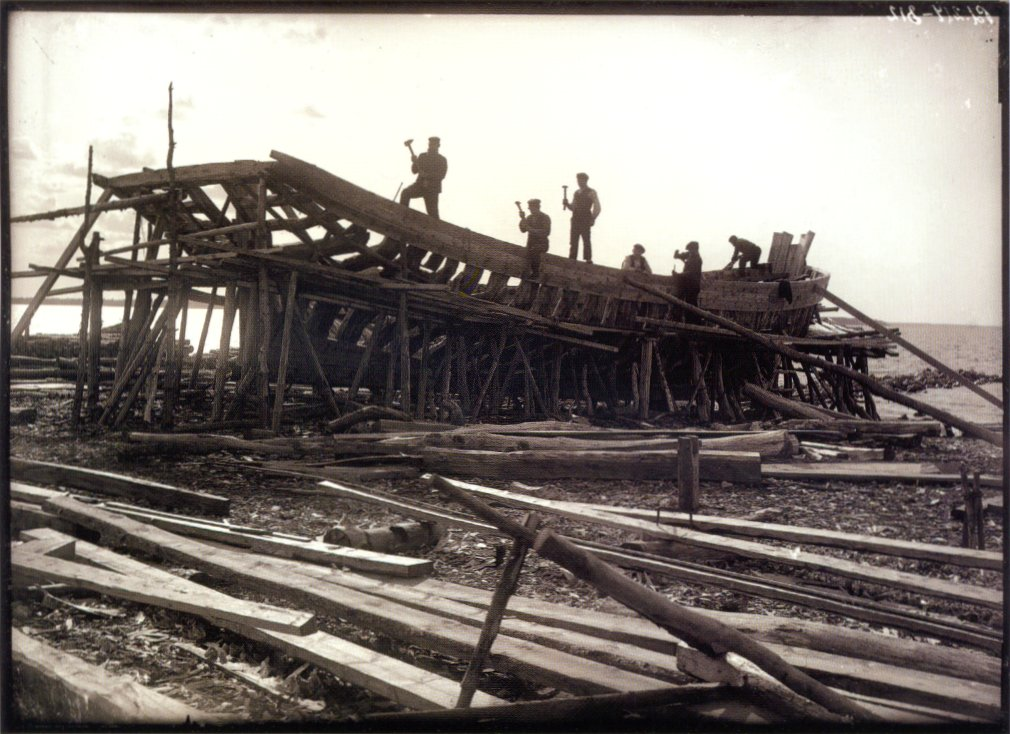
エストニアの造船風景（サーレマー島、1913年）

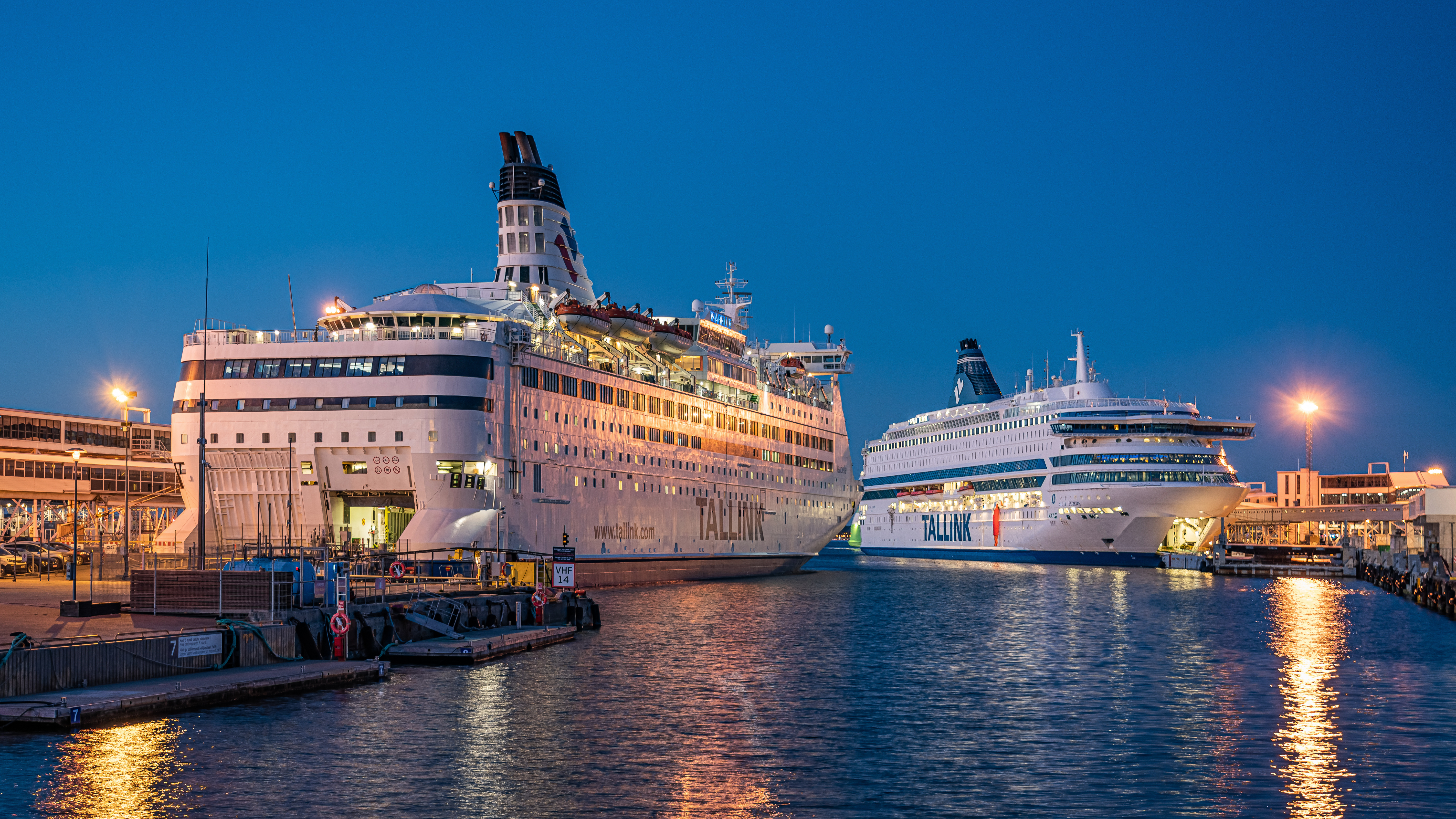
エストニアとフィンランドやスウェーデンとを結ぶクルーズ船（タリン、2022年）

タリン港湾公社は旅客・貨物の双方を取り扱うバルト海地域最大の海運企業体のひとつで、タリン近くの不凍港であるムウガに大容量の穀物倉庫やチルド・冷凍倉庫、高性能なタンカー用積み出し設備などを保有している。また、船会社のタリンクは、バルト海を航行するクルーズ船やRoPaxを所有しており、同じくバルト海地域最大手の旅客・貨物輸送事業者としてエストニアとフィンランドやスウェーデンを結んでいる。エストニアの島嶼部とを連絡するフェリーは、TS Laevad や Kihnu Veeteedc が運航している。
エストニアの鉄道網は主にエストニア国鉄が運行しており、その総延長は2,000キロメートル以上におよぶ。このうち209.6キロメートルのタリン─ナルヴァ線は、ロシアのサンクトペテルブルクに接続している。エストニアではもともと狭軌が主流であったが、ソビエト連邦時代に撤去された。しかし、タリン市内のトラムは狭軌のまま存続した。今日では主に1520ミリメートルの軌間が採用されているが、2017年以降、バルト三国を欧州の標準軌鉄道システムに組み込むためのレール・バルティカ計画が進行している 。
国内の道路網は、国が管理する路線だけで総延長16,982キロメートルに達する。そのうち12,716キロメートルが舗装されており、交通の定時性向上に貢献している。主要道路の国道1号（E20号線）、国道2号（E263号線）、国道4号（E67号線）はいずれも欧州自動車道路の一部区間に指定されている。エストニアは国民あたりの自動車所有台数が多く、ほとんどの家庭が一台、そのうちの半数は二台の自動車を所有している。
エストニア最大の空港であるタリン空港は、エア・バルティックおよびLOTポーランド航空の第二次ハブ空港になっている。そのほか、タルトゥ、パルヌ、クレッサーレ、カルドラに定期便の発着する空港がある。

## 国民

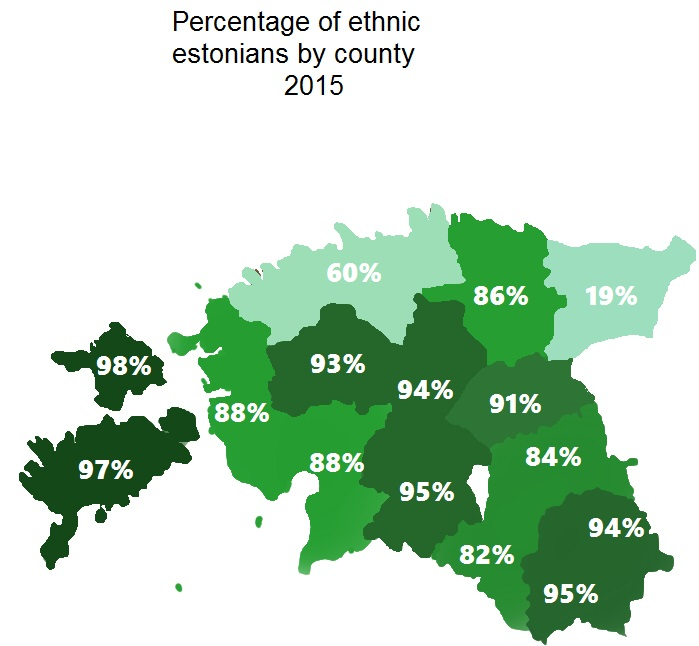
地域別エストニア人の割合

### 民族・人種
| 民族構成（エストニア 2011） | 民族構成（エストニア 2011） | 民族構成（エストニア 2011） | 民族構成（エストニア 2011） | 民族構成（エストニア 2011） |
| --------------------------- | --------------------------- | --------------------------- | --------------------------- | --------------------------- |
|                             |                             |                             |                             |                             |
| エストニア人                | エストニア人                |                             | 69.7%                       | 69.7%                       |
| ロシア人                    | ロシア人                    |                             | 25.2%                       | 25.2%                       |
| ウクライナ人                | ウクライナ人                |                             | 1.7%                        | 1.7%                        |
| ベラルーシ人                | ベラルーシ人                |                             | 1.0%                        | 1.0%                        |
| フィンランド人              | フィンランド人              |                             | 0.6%                        | 0.6%                        |

| 母語（エストニア） | 母語（エストニア） | 母語（エストニア） | 母語（エストニア） | 母語（エストニア） |
| ------------------ | ------------------ | ------------------ | ------------------ | ------------------ |
|                    |                    |                    |                    |                    |
| エストニア語       | エストニア語       |                    | 68.54%             | 68.54%             |
| ロシア語           | ロシア語           |                    | 29.60%             | 29.60%             |

住民は、フィン・ウゴル系のエストニア人が69.7%、ロシア人が25.2%、ウクライナ人が1.7%、ベラルーシ人が1.0%、フィンランド人が0.6%、その他3.8%である（2011年）。1989年のソ連時代はエストニア人61.5%、ロシア人30.3%であった。
その他にはセトマーの先住民セト人がいる。

### 言語
国語・公用語であるエストニア語は国民の68.54%の母語であり、フィンランド語と同じく、ウラル語族の言語である。
ロシア語を母語とする人は29.60%を占める。隣国の言語であるフィンランド語は同じウラル系言語として近接関係にあることと交流の活発化により理解度が高まっている。そのほか、ドイツ語、英語、スウェーデン語が比較的よく通じる。

### 婚姻
婚姻の際は、婚前姓を保持する（夫婦別姓）も、共通の姓として夫婦いずれかの姓に統一する（同姓）ことも、配偶者の姓を後置する（複合姓）こともできる。
2024年1月1日より、同性婚が可能となった。

### 宗教
エストニアはキリスト教圏であり、主に正教会と福音ルター派が信仰されているが、歴史的な経緯から無宗教も多い。
伝統的にはドイツ系移民が多くルーテル教会信者が多かったが、ソ連による併合下でロシア系移民が多くなり、正教会信仰への素地ができた。2015年の調査では、国民全体の51%がクリスチャン、49%は無宗教であり、クリスチャンは25%が正教会（ほぼエストニア正教会)、20%がルーテル教会（ほぼエストニア福音ルーテル教会）であった。

## 社会
非国籍者問題とロシア語話者の立場
ソ連からの独立後、国内に残った残留ロシア人の問題を抱えている。2022年時点で64,297人の非市民（大多数は民族ロシア人）がいる。エストニア国籍を持たないものは地方行政区への投票権を持つが、リーギコグや欧州議会への投票権は持っていない。
ロシア語を母語とする人は、特に首都タリンでは46.7%と半数近く、ロシア国境に位置するナルヴァでは93.85%と大半がロシア語を母語とする住民で占められているなど、都市部では実質的なロシア語圏の様相を持っていると言えるが、公用語には制定されていない。看板・広告などでのロシア語表記は制限されているが、テレビやラジオなどではロシア語系住民のためのロシア語放送がある。
しかしながら、反露感情の強い国民性のうえに若年層のエストニア人の間では独立後にロシア語教育が必須でなくなったことと、2004年のEU加盟によりイギリスやアイルランドでの留学、労働経験者が急増したことで英語能力が急速に高まり、英語が話せてもロシア語を話すことができない若者が急増している。
一方、ソ連時代に教育を受けた40歳前後以上の世代ではロシア語はほぼ理解できるが英語は苦手である場合が多い。さらに、ロシア語系住民は若年層を除くとエストニア語が苦手であるなど、エストニア人とロシア語系住民の断絶が続いている。このように、ロシア語系住民との融和が大きな課題としてのしかかっている。

## 治安
エストニアの治安は、同国法務省が発表した2017年の犯罪統計によると同年の犯罪件数が26,929件で、2016年と比較すると全体で2,057件減少しており、治安状況は改善されて来ている。ただし、薬物犯罪の件数が年々増加している為に引き続き注意が必要とされている。
犯罪の主な内訳は、殺人が45件、傷害が4,710件、婦女暴行が150件。窃盗が7,633件、強盗が201件、薬物犯罪が1,271件となっている。また、Obtshakと呼ばれるエストニア・マフィアとロシアンマフィアによる同盟の存在が問題となっている。

## マスコミ
エストニアは2023年の報道の自由度ランキングで世界8位と、マスコミの活動が高いレベルで保障されている。
公共放送ERRは2015年からロシア語専門チャンネルを開設した。国民の29%がロシア語話者であり、2007年のソ連の戦争記念碑移転の際には、記念碑「破壊」というロシアメディアの偽情報に煽動されたロシア系住民による抗議活動と暴動が起こった。こうした反省と、クリミア併合以降のロシア政府によるプロパガンダに対抗するため、情報発信に力を入れている。またロシアのウクライナ侵攻後、エストニア政府の放送当局は、国内のロシア・ベラルーシ系計5チャンネルに放送禁止命令を出した。放送当局トップは当時の声明で、「非常時には決断が必要だ。社会の安全への危険を避け、公共の利益を守るために、ただちに行動を起こさなければならない」と説明した。

### 食文化

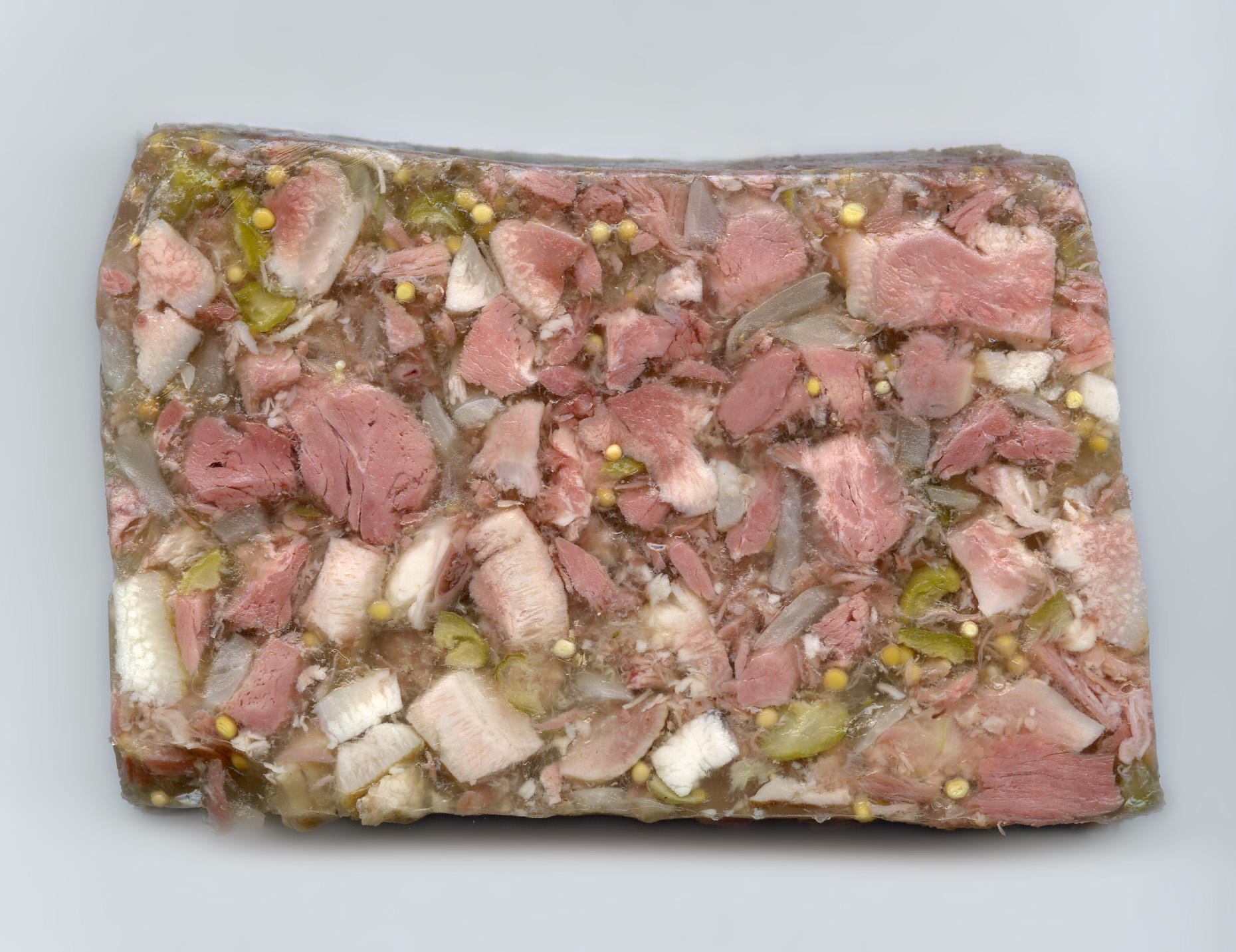
肉のゼリー寄せ

## 文化

### 音楽
国際的に著名なクラシック音楽、現代音楽の作曲家にはエドゥアルド・トゥビン、ヴェリヨ・トルミス、アルヴォ・ペルト、レポ・スメラ、エリッキ＝スヴェン・トゥールなどがいる。指揮者ではパーヴォ・ヤルヴィが2015年からNHK交響楽団の首席指揮者を務めており、父のネーメ・ヤルヴィも国際的に著名である。

### 世界遺産
エストニア国内には、ユネスコの世界遺産リストに登録された有形の文化遺産が2件存在する。

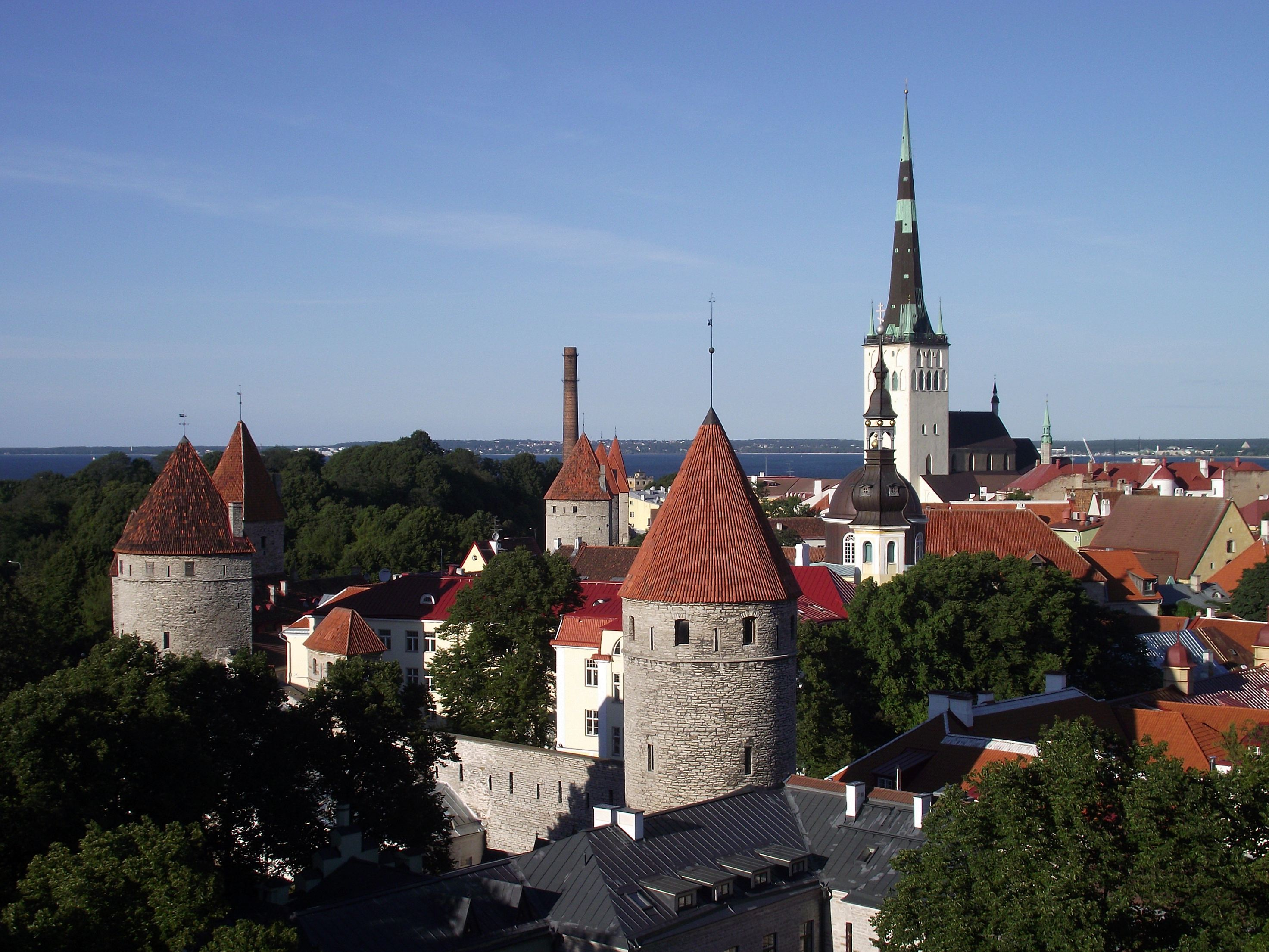
タリン歴史地区 - (1997年、文化遺産)
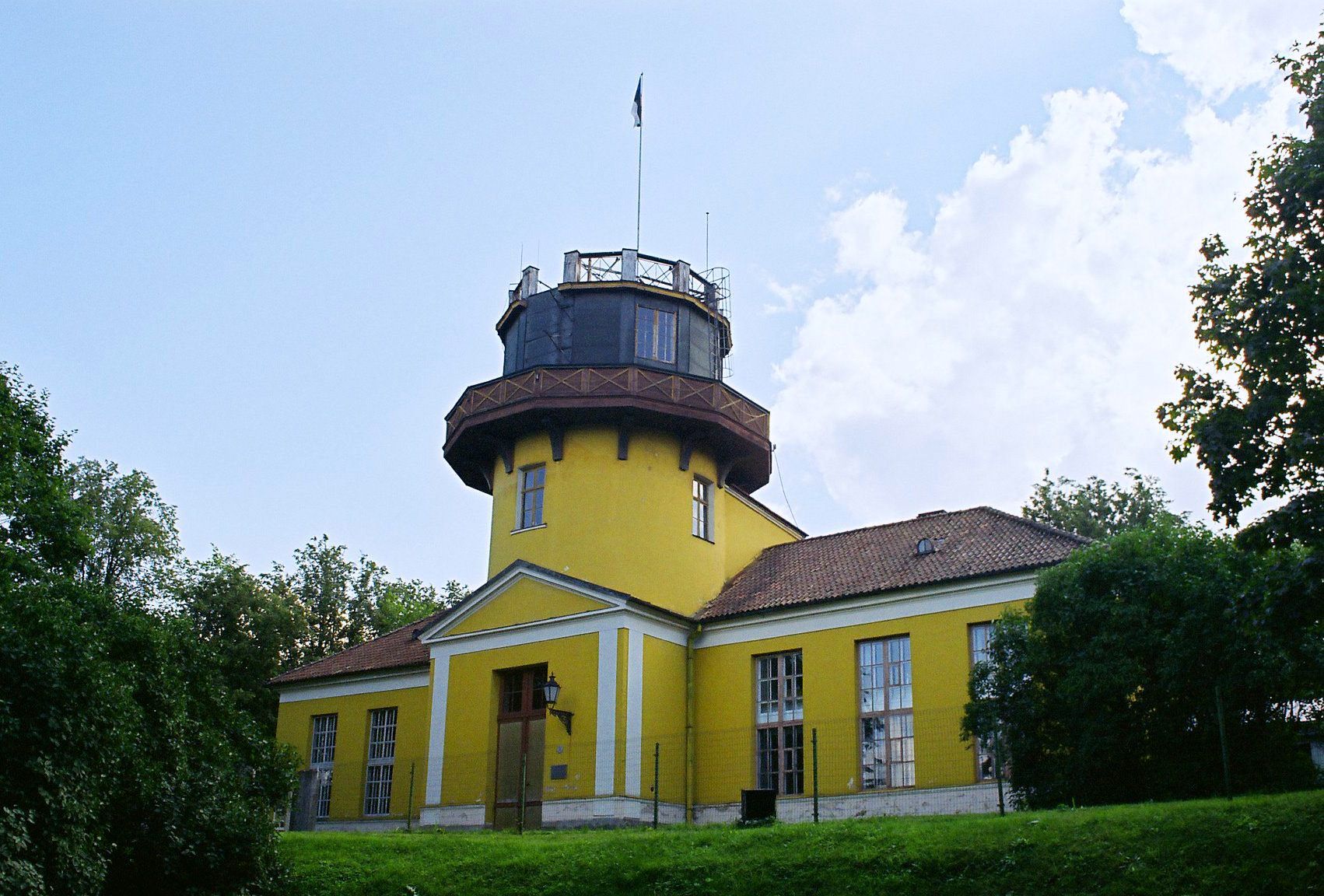
シュトルーヴェの測地弧 - (2005年、文化遺産)

このほか、ユネスコの無形文化遺産として、南部のヴォル地方の煙突のないサウナ室で煙を循環させる伝統的な「スモークサウナ文化」（2014年登録）、ペルノ地方の沿岸の島々であるキヒヌ島と近くのマニヤ島で600年以上続く男らが漁に出たあと家を守る女性らの間で伝えられてきた独特な工芸技ムや音楽などの伝統を対象とする「キヒヌ島の文化空間」（2003年登録）、5年に一度、国内各地から数万人が首都タリンに集まって伝統的な歌と踊りを披露する「歌と踊りの祭典」がある。

### 祝祭日
| 日付                | 日本語表記         | エストニア語表記     | 備考                                               |
| ------------------- | ------------------ | -------------------- | -------------------------------------------------- |
| 01月01日            | 元日               | Uusaasta             |                                                    |
| 02月24日            | 独立記念日         | Iseseisvuspäev       |                                                    |
| 復活祭の前々日      | 聖金曜日           | Suur reede           |                                                    |
| 移動祝日（日曜日）  | 復活祭             | 1.ülestõusmispüha    |                                                    |
| 復活祭の翌日        | 復活祭月曜日       | 2.ülestõusmispüha    |                                                    |
| 05月01日            | メーデー           | Kevadpüha            |                                                    |
| 復活祭後の第7日曜日 | 聖霊降臨祭         |                      |                                                    |
| 06月14日            | 記念祭の全国日     | Leinapäev            | 1941年のこの日にエストニア人の巨大追放が行われた。 |
| 06月23日            | 戦勝記念日         | Võidupüha            | ドイツ軍をエストニア解放戦争で破ったことを記念。   |
| 06月24日            | 夏至祭・聖ヨハネ祭 | Jaanipäev            |                                                    |
| 08月20日            | 独立回復記念日     | Taasiseseisvumispäev |                                                    |
| 12月24日            | クリスマスイブ     | Jõululaupäev         |                                                    |
| 12月25日            | クリスマス         | 1. jõulupüha         |                                                    |
| 12月26日            | ボクシング・デー   | 2. jõulupüha         |                                                    |

### スポーツ
バスケットボール
バスケットボールはエストニアで最も人気のスポーツである。バスケットボールエストニア代表は、過去に1936年の夏季オリンピックに参加している。ユーロバスケットには4回出場しており、1937年大会と1939年大会では最高の5位入賞を果たしている。
サッカー
エストニアはサッカーも盛んであり、1992年にサッカーリーグのメスタリリーガ（Meistriliiga）が創設された。2019年まではセミプロであったが、2020年よりプロリーグへと変更された。リーグはFCフローラ・タリンが圧倒的な強さを誇っており、3連覇を含むリーグ最多13度の優勝に輝いている。
エストニアサッカー協会（EJL）によって構成されるサッカーエストニア代表は、これまでFIFAワールドカップおよびUEFA欧州選手権への出場経験はない。UEFAネーションズリーグでは、2022-23シーズンはグループDに属した。エストニア人で最も成功したサッカー選手としては、アウクスブルクやリヴァプールなどで活躍したラグナル・クラヴァンが挙げられる。